# Hypercompe obsolescens
Hypercompe obsolescens är en fjärilsart som beskrevs av George Francis Hampson 1916. Hypercompe obsolescens ingår i släktet Hypercompe och familjen björnspinnare. Inga underarter finns listade i Catalogue of Life.